# N,N-Diethylanilin
N,N-Diethylanilin ist eine chemische Verbindung aus der Gruppe der aromatischen Aminoverbindungen (tertiäres Amin) und Anilinverbindungen. 

## Gewinnung und Darstellung
N,N-Diethylanilin kann durch Reaktion von Anilin mit Bromethan unter Verwendung von Tetrabutylammoniumhydroxid als Katalysator oder Reaktion von Anilin mit Ethanol mithilfe eines Katalysators gewonnen werden.

## Eigenschaften
N,N-Diethylanilin besitzt eine dynamische Viskosität von 3 mPa · s und einen Flammpunkt von 88 °C.

## Verwendung
N,N-Diethylanilin wird als Zwischenprodukt bei der Herstellung von Farbstoffen, Pharmazeutika und anderen chemischen Stoffen sowie als Reaktionsbeschleuniger verwendet.

## Sicherheitshinweise
N,N-Diethylanilin ist giftig (wird auch über die Haut aufgenommen) und biologisch schwer abbaubar.